# Beauty & the Beat
Beauty & the Beat è un EP del girl group sudcoreano Loona yyxy, subunità delle Loona, pubblicato il 30 maggio 2018.

## Tracce
1. Dal Segno – 1:07 (musica: Artronic Waves, Billy Jean (BADD), SlyBerry)
2. Love4eva (featuring Grimes) – 3:41 (testo: Dally, Jaden Jeong – musica: E-Tribe, Nara (BADD), Billy Jean (BADD), Kim Jin-hyung (BADD))
3. Frozen – 3:29 (testo: Hwang (MonoTree) – musica: Hwang (MonoTree))
4. One Way – 3:29 (testo: Gamdongis – musica: Gamdongis, Seo Jae-ha, Kim Yeong-seong)
5. Rendezvous 18.6y – 3:27 (testo: G-High (MonoTree) – musica: G-High (MonoTree), Son Go-eun (MonoTree))

## Classifiche
| Classifica (2018) | Posizione massima |
| ----------------- | ----------------- |
| Corea del Sud     | 4                 |